# سمیره سیطایل
سمیره سیطایل (عربی: سميرة سيطايل؛ زاده: ۱۶ مه ۱۹۶۴) روزنامه‌نگار فرانسوی - مراکشی، مدیر خبر و معاون مدیر کانال دوم مراکش است که به نام دوزیم شناخته می‌شود.

## زندگی‌نامه
پدرش پس از استقلال در سال ۱۹۵۸ مراکش را ترک کرد و در جستجوی شرایط بهتر زندگی بود. او در مارسی با ایده اقامت پنج ساله، با خانواده‌اش مستقر شد که عملاً ۳۰ سال در آنجا ماند. سمیره در فرانسه متولد شد و در حومه پاریس بزرگ شد. محصول تلاش‌های آموزشی وی تحصیل در رشته زبان انگلیسی و دوره‌های آموزشی کوچک عمومی و نیز کار در کانال تلویزیونی پلاس بود در نهایت و قبل از بازگشت به مراکش به عنوان یک کارآموز در رادیو و تلویزیون مراکش کار کرد، پس از آن او و دیگر سهامداران خصوصی در سال ۱۹۸۷ یک شرکت ناشناخته بنام صوریاد ام ۲ را تأسیس کرد.
وی جهت‌گیری سیاسی خودش را، به ویژه در مخالفت با اسلامگرایان، پنهان نمی‌کرد و در مصاحبه با یک کانال فرانسوی، مسئولیت وقایع از ۱۶ ماه مه را متوجه حزب عدالت و توسعه دانست. همسر او سمیر ابدیت بود که از مقام کنسول در شهرستان بوردو به سفیر مراکش در بلژیک ارتقاء پیدا کرده بود، ولی سمیره به همسر خود ملحق نشد و ترجیح می‌داد که در مراکش بماند.

## مخالفت با اصلاحات در تلویزیون
در جریان بهار عربی حزب عدالت و توسعه به قدرت رسید و بنکیران دولت را تشکیل داد، و وزارت ارتباطات با مصطفی الخلفی شد، که بدنبال اصلاحاتی در کانال دوم تلویزیون بود ولی قیام سمیره سیطایل و تعدادی از نخبگان در کانال دوم باعث شد که موضوع ابعاد سیاسی به خود گرفت، سمیره ا اصلاحات را به عنوان یک قتل برنامه‌ریزی شده علیه کانال دوزیم توصیف کرد و به‌دنبال دیدار سمیره با ملک محمد ششم پادشاه مراکش وی توجیهات و استدلال خودش را در مورد اقدام مصطفی الخلفی توضیح داد اما پادشاه گفت که بگذارید به این جدل‌ها پایان داده شود و اسلام‌گراها بتوانند کارشان را انجام دهند.

## تفاوت مغاربه با مغرب
وی نظریه خود را در مورد هویت مراکش در برنامه «صبح بخیر رشید» در یک برنامه رادیویی مطرح کرد که باعث بحث و جدل زیادی شد، وی طی آن گفت: «ما کشور مغاربی هستیم و باید به همین هم افتخار کنیم. ما از لحاظ تاریخی یک کشور ریشه‌دار هستیم». منتقدان این اظهارات را یک مفهوم بسیار ساده از یک هویت پیچیده می‌دانند، زیرا آنچه که در تاریخ تأیید شده‌است، وجود تمدنی است به نام مغرب عرب که بر اساس نامگذاری جدید است و در تاریخ به مغارب عرب اشاره‌ای نشده‌است لذا به همین دلیل نمی‌توان به آنچه گفته شده استناد نمود، خدیجه بن قنه نیز که یک روزنامه‌نگار است به سخنان سیطایل پاسخ داد و گفت: مراکش یک کشور عرب مسلمان است و به مخالفت با این نظریه پرداخت.